# تنهایی یک دونده استقامت
تنهایی یک دونده استقامت (انگلیسی: The Loneliness of the Long Distance Runner) داستان کوتاهی از الن سیلیتو است که در سال ۱۹۵۹ در مجموعه داستانی به همین نام، منتشر شده است. از روی این داستان و با کمک خود نویسنده در نوشتن فیلمنامه، اقتباسی سینمایی به همین نام (۱۹۶۲) و به کارگردانی تونی ریچاردسون ساخته شده است.